# Herb Markt Sankt Martin

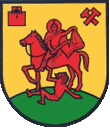
Herb Markt Sankt Martin

Herb Markt Sankt Martin stanowi w polu złotym siedząca na koniu postać świętego Marcina prawą ręką przecinającego swój płaszcz trzymany lewą ręką. Koń z uniesioną prawą przednią nogą stąpa po zielonym wzgórzu w heraldycznie prawą stronę. Święty Marcin zwrócony en face. Pod koniem w pozycji półleżącej na trawie, zwrócony w lewą stronę, półnagi żebrak z wyciągniętą w górę lewą ręką. Głowę świętego otacza nimb. W prawym górnym narożniku wieża. W lewym górnym narożniku dwa skrzyżowane młotki. Święty Marcin, koń, żebrak, wieża, młotki czerwone obwiedzione czarną kreską.
Obszar gminy obejmuje trzy wsie, a herb łączy je w sobie. Postać świętego nawiązuje do patrona kościoła w Markt Sankt Martin. Wieże są nawiązaniem do Landsee. Symbole górnicze odnoszą się do Neudorf bei Landsee i wydobywanych bazaltów z pobliskiej góry Pauliberg.